# Sweetheart of the Sun
| Críticas profissionais | Críticas profissionais |
| Pontuações agregadas   | Pontuações agregadas   |
| Fonte                  | Avaliação              |
| ---------------------- | ---------------------- |
| Metacritic             | (69/100)               |
| Avaliações da crítica  |                        |
| Fonte                  | Avaliação              |
| AllMusic               | [ 2 ]                  |
| antiMusic              | [ 3 ]                  |
| Blurt                  | [ 4 ]                  |
| Entertainment Weekly   | B+                     |
| Mojo                   | [ 1 ]                  |
| The New York Times     | (médio)                |
| No Depression          | (favorável)            |
| Slant Magazine         | [ 8 ]                  |
| Uncut                  | [ 1 ]                  |

Sweetheart of the Sun é o quinto álbum de estúdio da banda de pop rock americana The Bangles, e seu primeiro em trio depois da partida da integrante de longa data, Michael Steele. O álbum tem doze músicas foi coproduzido pelas Bangles e Matthew Sweet.
Sweetheart of the Sun é apenas o quinto álbum de estúdio de inéditas das Bangles desde o início da banda trinta anos antes. Chegou oito anos depois do álbum de reunião inicial da banda, Doll Revolution (2003). Esse álbum foi seguido por uma extensa turnê de concertos, após a qual o baixista Michael Steele deixou o grupo e um longo período de reajuste se seguiu. O trio restante experimentou novas baixistas e viajou esporadicamente. Eventualmente, elas se concentraram em fazer um novo álbum por conta própria, o processo levaria cerca de dois anos para ser concluído.

## Composição
Das doze músicas do álbum, dez são composições próprias por uma combinação das três integrante da banda (com colaboradores externos ocasionais, incluindo a ex-guitarrista do The Go-Go's Charlotte Caffey); Três músicas são escritas pelas próprias integrantes sozinhas. Além de novos materiais expressamente escritos para o álbum, algumas das músicas foram selecionadas de um trove de músicas não gravadas que se estendem por muitos anos; algumas datam até o início dos anos 90. As duas músicas covers do álbum remontam ainda mais para a década de 1960: "Sweet and Tender Romance" é uma reformulação de um single de 1964 do duo do britânico, McKinleys, enquanto "Open My Eyes" vem da banda de rock psicodélico Nazz.

## Lançamentos
O álbum foi lançado oficialmente em 27 de setembro de 2011. Uma versão deluxe do álbum, foi lançada exclusivamente através das lojas Barnes & Noble e incluiu versões acústicas de "Through Your Eyes" e "What a Life" como faixas extras.

## Recepção
O álbum foi visto por muitos críticos como uma reinvenção bem sucedida do estilo musical inicial das Bangle, "uma saudação maravilhosamente sustentada ao pop inspirador dos anos 1960". Escrevendo para o The New York Times, o crítico de música Jon Caramanica observou que grande parte do álbum se sente "como maduro que assume idéias juvenis" e retorna ao estilo do EP das Bangles de 1982 e aos primeiros dias da banda. Da mesma forma, Steve Pick of Blurt declarou que "soa notavelmente como o que esperamos, um acompanhamento do All Over the Place.

## Faixas
| N.º            | Título                             | Compositor(es)                                | Duração |  |
| 1.             | "Anna Lee (Sweetheart of the Sun)" | Susanna Hoffs, Vicki Peterson, Debbi Peterson | 3:31    |  |
| 2.             | "Under a Cloud"                    | Hoffs, Brian MacLeod, Dan Schwartz            | 4:07    |  |
| 3.             | "Ball N Chain"                     | D. Peterson, Walker Igleheart                 | 3:51    |  |
| 4.             | "I'll Never Be Through with You"   | Hoffs, V. Peterson, Charlotte Caffey          | 3:40    |  |
| 5.             | "Mesmerized"                       | Hoffs, V. Peterson, D. Peterson               | 3:46    |  |
| 6.             | "Circles in the Sky"               | V. Peterson                                   | 4:04    |  |
| 7.             | "Sweet and Tender Romance"         | John Carter, Ken Lewis, Bill Bates            | 2:11    |  |
| 8.             | "Lay Yourself Down"                | V. Peterson                                   | 3:23    |  |
| 9.             | "One of Two"                       | Hoffs, V. Peterson, D. Peterson               | 3:39    |  |
| 10.            | "What a Life"                      | V. Peterson, D. Peterson                      | 3:22    |  |
| 11.            | "Through Your Eyes"                | Hoffs, V. Peterson                            | 3:50    |  |
| 12.            | "Open My Eyes"                     | Todd Rundgren                                 | 3:00    |  |
| Duração total: | Duração total:                     | Duração total:                                | 42:23   |  |

## Posição nas tabelas
| Data | Chart         | Maior posição |
| ---- | ------------- | ------------- |
| 2011 | Billboard 200 | 148           |

## Créditos
- Susanna Hoffs → vocais e guitarra
- Vicki Peterson → vocal e guitarra
- Debbi Peterson → vocais, bateria e percussão